# Zoocosmius teocchii
Zoocosmius teocchii là một loài bọ cánh cứng trong họ Cerambycidae.